# 糸崎機関区
糸崎機関区（いとざききかんく）は、広島県三原市糸崎町の糸崎駅南側にあった機関区。山陽本線と呉線の機関車を扱っていた。
両線ともに大型の蒸気機関車が多数運用されていたため機関区も大規模で、給炭用のホッパとガントリークレーン・転車台・扇形庫などの大型設備を整えていた。

## 歴史
- 1892年（明治25年）7月20日：山陽鉄道の尾道 - 三原（初代）間の開業に併せて三原機関庫として開設。
- 1894年（明治27年）6月：山陽鉄道の広島延伸により、三原（初代）の糸崎への改称に併せて糸崎機関庫に改称。
- 1906年（明治39年）12月：山陽鉄道の国有化により糸崎機関庫として官設鉄道に移管。
- 1936年（昭和11年）9月1日：糸崎機関区に改称。
- 1972年（昭和47年）3月：1971年（昭和46年）9月以降遅くとも同年度末までに廃止

## 所属した機関車

### 蒸気機関車
- 230形 -（在籍1948年 - 1950年） 253
- 500形 -（在籍1931年 - 1934年） 530
- 1150形 -（在籍1932年 - 1938年） 1155, 1156, 1157等
- 5900形 -（在籍19xx年 - 1931年） 5925
- 6000形 -（在籍19xx年 - 1949年） 6002, 6007, 6708等
- 6700形 -（在籍1931年） 6735
- 6760形 -（在籍1948年 - 1950年） 6815, 6816, 6817
- 8620形 -（在籍1950年 - 1955年） 18627, 18628, 38648
- 8900形 -（在籍1923年前後、1932年 - 1934年） 8924
- C11形 -（在籍1935年） 43
- C50形 -（在籍1933年、1939年 - 1941年、1947年、1957年 - 1970年） 45, 53, 59, 60, 61, 142, 143, 他多数
- C51形 -（在籍1938年 - 1940年） 73, 75, 76, 94, 他多数
- C53形 -（在籍1928年 - 1937年、1942年 - 1943年） 46, 47, 48, 58, 他多数
- C55形 -（在籍1938年 - 1939年） 51, 52, 57, 58
- C57形 -（在籍1939年 - 1945年） 11, 18, 56, 61, 62, 他多数
- C59形 -（在籍1942年 - 1970年） 20, 21, 43, 48, 161, 162, 164, 他多数
- C62形 -（在籍1948年 - 1950年、1965年 - 1970年） 2, 3, 8, 12, 15, 16, 18, 23, 26, 37, 41, 46, 47, 48, 他多数
- D50形 -（在籍1927年 - 1931年） 163, 164, 165, 他多数
- D51形 -（在籍1941年 - 1970年） 55, 262, 359, 360, 361, 362, 441, 755, 818, 1068, 他多数
- D52形 -（在籍1945年 - 1964年） 122, 144, 418, 451, 452, 453, 460, 他多数
- 局別機関車配置表'31〜'70および機関車表による

### 電気機関車
- EF58